# Tour of Guangxi femminile
Il Tour of Guangxi femminile è una gara ciclistica di un giorno che si tiene nel mese di ottobre nella provincia del Guangxi, in Cina. Coincide con l'ultima tappa dell'omonima manifestazione maschile.
La prima edizione venne organizzata nel ed entrò a far parte del Calendario internazionale femminile UCI nella categoria 1.1. L'anno successivo nel 2018, l'evento è entrato a far parte dell'UCI Women's World Tour. Le edizioni 2020, 2021 e 2022 sono annullate a causa della pandemia di Covid-19.

## Albo d'oro
Aggiornato all'edizione 2024
| Anno      | Vincitrice                            | Seconda                               | Terza                                 |
| --------- | ------------------------------------- | ------------------------------------- | ------------------------------------- |
| 2017      | Maria Vittoria Sperotto               | Amy Cure                              | Lucy van der Haar                     |
| 2018      | Arlenis Sierra                        | Hannah Barnes                         | Sara Mustonen                         |
| 2019      | Chloe Hosking                         | Alison Jackson                        | Marianne Vos                          |
| 2020-2022 | annullato per la Pandemia di COVID-19 | annullato per la Pandemia di COVID-19 | annullato per la Pandemia di COVID-19 |
| 2023      | Daria Pikulik                         | Chiara Consonni                       | Mia Griffin                           |
| 2024      | Sandra Alonso                         | Giada Borghesi                        | Marta Lach                            |

### Vittorie per nazione
Aggiornato all'edizione 2024.
| Pos. | Paese     | Vittorie |
| ---- | --------- | -------- |
| 1    | Australia | 1        |
| 1    | Cuba      | 1        |
| 1    | Italia    | 1        |
| 1    | Polonia   | 1        |
| 1    | Spagna    | 1        |